# Final da FA Cup 08-09
A Final da FA Cup 2009 foi a 128ª edição. Final de mais antigas do mundo do futebol nacional taça concorrência, a FA Cup. O último está programado para ser jogado em Wembley Stadium, em Londres em 30 de Maio de 2009 e esta será a terceira vez que a final foi encenado no estádio desde que foi reconstruída. A partida será contestada pelo Chelsea, que bateu o Arsenal 2-1 na sua semi-final, e o Everton 4-2 Manchester United, que bateu de sanções após um 0-0 após tirar tempo extra.

## Estatísticas
Chelsea conquistou 4 copas da FA Cup, tendo vencido em 1970, 1997, 2000 e 2007. O seu último troféu foi a FA Cup 2007, quando José Mourinho ainda comandava. Didier Drogba marcou e deu o título ao Chelsea contra o Manchester United.
O Everton, entretanto, venceu 5 vezes a FA Cup, tendo vencido em 1906, 1933, 1966, 1984 e 1995 derrotando o Newcastle United, Manchester City, Sheffield Wednesday, Sporting e Manchester United, respectivamente. Seu ultimo título foi conquistado em 1995 batendo o Manchester.

## Detalhes
| 30 de Maio de 2009 | Chelsea                  | 2 - 1 | Everton | Wembley Stadium, London              |
| 15:00              | Drogba 21' · Lampard 72' |       | Saha 1' | Público: 89,391 Árbitro: Howard Webb |

| Chelsea | Everton |

| CHELSEA:       |    |                    |         |     |
|                |    |                    |         |     |
| GK             | 1  | Petr Čech          |         |     |
| RB             | 17 | José Bosingwa      |         |     |
| CB             | 33 | Alex               |         |     |
| CB             | 26 | John Terry         |         |     |
| LB             | 3  | Ashley Cole        |         |     |
| DM             | 12 | Mikel John Obi     | 63'     |     |
| CM             | 5  | Michael Essien     |         | 61' |
| CM             | 8  | Frank Lampard      | 84' 72' |     |
| RW             | 39 | Nicolas Anelka     |         |     |
| LW             | 15 | Florent Malouda    |         |     |
| CF             | 11 | Didier Drogba 21'  |         |     |
| Substituições: |    |                    |         |     |
| GK             | 40 | Hilário            |         |     |
| DF             | 2  | Branislav Ivanović |         |     |
| DF             | 35 | Juliano Belletti   |         |     |
| DF             | 42 | Michael Mancienne  |         |     |
| MF             | 13 | Michael Ballack    |         | 61' |
| FW             | 9  | Franco Di Santo    |         |     |
| FW             | 21 | Salomon Kalou      |         |     |
| Técnico:       |    |                    |         |     |
| Guus Hiddink   |    |                    |         |     |

| EVERTON:       |    |                   |       |        |
|                |    |                   |       |        |
| GK             | 24 | Tim Howard        |       |        |
| RB             | 2  | Tony Hibbert      | 8'    | 46'    |
| CB             | 4  | Joseph Yobo       |       |        |
| CB             | 5  | Joleon Lescott    |       |        |
| LB             | 3  | Leighton Baines   | 90+4' |        |
| RM             | 21 | Leon Osman        |       | 82'    |
| CM             | 18 | Phil Neville      | 47'   |        |
| LM             | 20 | Steven Pienaar    |       |        |
| AM             | 17 | Tim Cahill        |       |        |
| CF             | 25 | Marouane Fellaini |       |        |
| CF             | 9  | Louis Saha        |       | 75' 1' |
| Substituições: |    |                   |       |        |
| GK             | 1  | Carlo Nash        |       |        |
| DF             | 15 | Lars Jacobsen     |       | 46'    |
| MF             | 8  | Segundo Castillo  |       |        |
| MF             | 26 | Jack Rodwell      |       |        |
| MF             | 32 | Dan Gosling       |       | 82'    |
| FW             | 14 | James Vaughan     |       | 75'    |
| FW             | 37 | Jose Baxter       |       |        |
| Técnico:       |    |                   |       |        |
| David Moyes    |    |                   |       |        |

| Campeão da FA Cup 08-09 |
| ----------------------- |
| Inglaterra              |
| Chelsea 5º título       |